# Erik Hansen (sprogforsker)
 Der er flere personer med dette navn, se Erik Hansen.
Erik Hansen (født 18. september 1931, død 2. september 2017) var en dansk sprogforsker og forfatter, med stor indflydelse på debatten om sprog i Danmark. Han var professor i dansk sprog ved Københavns Universitet og formand for Dansk Sprognævn fra 1985 til 2002. Han stiftede i 1974 tidsskriftet Mål og Mæle og fungerede som sprogkonsulent for Danmarks Radio.
Erik Hansen skrev en række bøger om godt sprog, blandt andet Reklamesprog og Ping og pampersprog. Under signaturen Magister Stygotius skrev han artikler på Dagbladet Information. Hovedværket er formentlig Grammatik over det Danske Sprog (GDS), som han skrev sammen med professor Lars Heltoft.

### Udvalgte artikler
- Erik Hansen (1. september 1970), "Sætningsskema og verbalskemaer", NyS (2): 116-141, doi:10.7146/NYS.V2I2.10320, Wikidata  Q106426327
- Erik Hansen (1995), "Genus i nye fremmedord", Sprog i Norden: 24-31, Wikidata  Q96325315